# Ninodes flavimedia
Ninodes flavimedia là một loài bướm đêm trong họ Geometridae.